# Estación de Vale do Guizo
La Estación Ferroviária de Valle del Guizo es una estación de la Línea del Sur, que sirve a la localidad de Valle del Guizo en el municipio de Alcázar del Sal, Portugal.

## Características
En enero de 2011 tenía dos vías de circulación, ambas con 491 metros de longitud. Los dos andenes tenían 78 metros de longitud con cuarenta y cinco y cuarenta centímetros de altura respectivamente.

## Historia
Esta estación está en el tramo entre Grándola y la estación provisional de Alcázar del Sal en el margen sur del Río Sado, que abrió a la explotación el 14 de julio de 1918.